# Rotterdam (hrabstwo Schenectady)
Rotterdam – jednostka osadnicza w Stanach Zjednoczonych, w stanie Nowy Jork, w hrabstwie Schenectady.